# Blues (rugby a 15)
I Blues (in precedenza noti come Auckland Blues) sono una squadra professionistica neozelandese di rugby a 15 che rappresenta la regione di Auckland: hanno sede nell'omonimo capoluogo.
Istituita nel 1996 con il passaggio al professionismo del rugby a 15, i Blues sono espressione della Auckland Rugby Football Union, la federazione rugbistica provinciale cui afferiscono tutti i club della zona di Auckland e che costituiscono il serbatoio della squadra.
La squadra partecipa al Super Rugby, competizione interconfederale che vede in gara quindici squadre di club equamente ripartite tra la federazione australiana, sudafricana e neozelandese.
I Blues si sono aggiudicati quattro edizioni del torneo, nel 1996, 1997, nel 2003 e nel 2024.
La squadra disputa i suoi incontri interni all'Eden Park di Auckland.

## Storia
Quando nel 1995 la NZRFU decise la composizione delle squadre che avrebbero preso parte al torneo Super 12, fu giudicato inopportuno basare la formazione dei Blues su una selezione di giocatori delle squadre di Auckland, Counties Manukau, Northland e North Harbour, in ragione della forte proporzione di All Blacks provenienti da queste squadre. Di fatto, i Blues avrebbero potuto schierare la squadra degli All Blacks a tutti gli effetti.
Questo portò a schierare i giocatori di Northland e North Harbour con la squadra vicina: i Waikato Chiefs. Di conseguenza, gli Auckland Blues non rappresentarono totalmente Auckland dato che North Harbour corrisponde alla parte nord dell'area urbana di Auckland. Invece venne inclusa nella franchigia Thames Valley, località in realtà più vicina a Hamilton (sede dei Chiefs) che ad Auckland.
Verso la fine degli anni '90, il numero di All Blacks provenienti da queste squadre diminuì e questo portò i Blues e i Chiefs ad accordarsi per uno scambio nel quale i Chiefs si presero le zone di Counties Manukau e Thames Valley mentre i Blues recuperarono Northland e North Harbour.
Lo scambio fu considerato iniquo perché, in quegli anni, le prestazioni di Northland e North Harbour nel National Provincial Championship erano migliori di quelle di Counties Manukau e Thames Valley, però permise alle franchigie di rappresentare aree geografiche più vicine.
Ironicamente comunque, i Blues persero in questa occasione il territorio comunemente chiamato Auckland-Sud, che fa parte dell'area urbana di Auckland. Si può dire che i Blues scambiarono Auckland-Sud in cambio di Auckland-Nord, e che di conseguenza, anche oggi i Blues non rappresentano totalmente la regione di Auckland come suggerirebbe il loro vecchio nome. Nel 2000, le rappresentative neo-zelandesi del Super 12 abbandonarono l'indicazione della regione di provenienza nel nome della squadra.
La squadra di Auckland, che fornisce la maggioranza dei giocatori dei Blues, è una delle squadre più blasonate del campionato nazionale neozelandese. Dall'inaugurazione di questa competizione nel 1976 Auckland ha infatti conquistato per ben 14 volte il titolo di campione.

## Cronologia
| Cronistoria dei Blues |
| --- |
| - 1995 · Costituzione della franchigia dei Auckland Blues - 1996 · 2º Super 12 Campione del Super 12 (1º titolo) - 1997 · 1º Super 12 Campione del Super 12 (2º titolo) - 1998 · 1º Super 12 (sconfitta in finale) - 1999 · 9º Super 12 - 2000 · Cambio denominazione in Blues - 2000 · 6º Super 12 - 2001 · 11º Super 12 - 2002 · 6º Super 12 - 2003 · 1º Super 12 Campione del Super 12 (3º titolo) - 2004 · 5º Super 12 - 2005 · 7º Super 12 - 2006 · 8º Super 14 - 2007 · 4º Super 14 (sconfitta in semifinale) - 2008 · 6º Super 14 - 2009 · 9º Super 14 - 2010 · 7º Super 14 - 2011 · 2º Conference NZ Super Rugby (sconfitta in semifinale) - 2012 · 5º Conference NZ Super Rugby - 2013 · 3º Conference NZ Super Rugby - 2014 · 5º Conference NZ Super Rugby - 2015 · 5º Conference NZ Super Rugby - 2016 · 5º Conference NZ Super Rugby - 2017 · 5º Conference NZ Super Rugby - 2018 · 5º Conference NZ Super Rugby - 2019 · 5º Conference NZ Super Rugby - 2020 · Conference Nuova Zelanda Super Rugby |

## Allenatori
- 1996-1998  Graham Henry
- 1999  Jed Rowlands
- 2000  Gordon Hunter
- 2001  Frank Oliver
- 2002-2005  Peter Sloane
- 2006-2008  David Nucifora
- 2009-2012  Pat Lam
- 2013-2015  John Kirwan
- 2016-2018  Tana Umaga
- 2019-  Leon MacDonald

## Albo d'oro
- Super Rugby: 4
1996, 1997, 2003, 2024
- Super Rugby Trans-Tasman: 1
2021